# Caroline Hofberg
Caroline Hofberg, född 15 april 1966, är en svensk kokboksförfattare. Caroline Hofberg skriver också om mat i en rad magasin och veckotidningar både i Sverige och utomlands. Caroline Hofberg har fått priser och utmärkelser för sina insatser, bland annat World Cookbook Award och Lilla Sällskapets medalj för främjande av svensk matkultur.
Hofbergs bok Italia Amore, (2009) stoppades av Norstedts, då det anfördes att hon plagierat 38 texter bland annat från Bo Hagströms böcker Solens mat, Solens smak och Solens öar, utgivna på ICA Förlaget AB. Förlagen förlikades senare och Hofberg bad om ursäkt.

## Utmärkelser
- Gourmand World Cookbook Award 2001, för Inlagt och hemlagat - i glas och på burk
- Gourmand World Cookbook Award 2003, för Bönbok
- Årets svenska måltidslitteratur 2006 för Mat på svenska
- Lilla Sällskapets medalj för främjande av svensk matkultur